# Alcámenes de Esparta
Alcámenes (griego Ἀλκμένης) (c. 740-700 a. C.) fue un rey de Esparta de la dinastía agíada.
Según Pausanias, comandó una expedición contra la ciudad de Anfea, ataque que desató la primera guerra mesenia. Murió durante el cuarto año de su reinado. Bajo su mandato los espartanos conquistaron la polis de Helo, situada cerca de la desembocadura del río Eurotas. Ciudad considerada como la última independiente con población aquea. De ella derivaría posiblemente la palabra hilota, pero es poco verosímil.
Murió en el cuarto año de su reinado y heredó el trono su hijo Polidoro.